# The Fast and the Furious: Fugitive
The Fast and the Furious: Fugitive es un videojuego de carreras publicado por I-play para BREW, J2ME y Symbian. La versión 2D desarrollada por Oberon Media fue lanzada el 14 de mayo de 2007 y la versión 3D desarrollada por Firemint el 19 de junio de 2007. La trama del juego se basa en una mini película que une la primera y la segunda película.

## Jugabilidad
Hay 2 versiones del juego, un corredor arcade 3D y la versión 2D con un juego completamente diferente. Antes de llegar a Miami en la segunda película, el expolicía Brian O'Conner necesita huir de la policía en todo el sur de Estados Unidos y derribar el sindicato del crimen que lo enmarcó. Mientras progresa, recolecta efectivo para comprar y tunear nuevos vehículos.
Para trasladarse de ciudad en ciudad, Brian tiene varias opciones para ganar dinero, centradas en las carreras o misiones proporcionadas por los ciudadanos. Hay 3 modos de juego: Quick Race, Story y Arcade, con contenido desbloqueable. La versión 2D usa una vista isométrica y la 3D usa una mezcla de perspectivas. Las misiones regulares se muestran a través de una vista isométrica, por ejemplo, mientras se sigue una trayectoria fija a través de la ciudad, pero cuando Brian se muda a otra ciudad, se usa una vista de arriba hacia abajo para una persecución de la policía por la carretera. 
Como este juego usa la licencia oficial, se muestran retratos de los actores de la película durante las secuencias de la historia.